# Acheilognathus majusculus
Acheilognathus majusculus är en fiskart som beskrevs av Kim och Yang, 1998. Acheilognathus majusculus ingår i släktet Acheilognathus och familjen karpfiskar. Inga underarter finns listade i Catalogue of Life.